# Canon rayé C/64

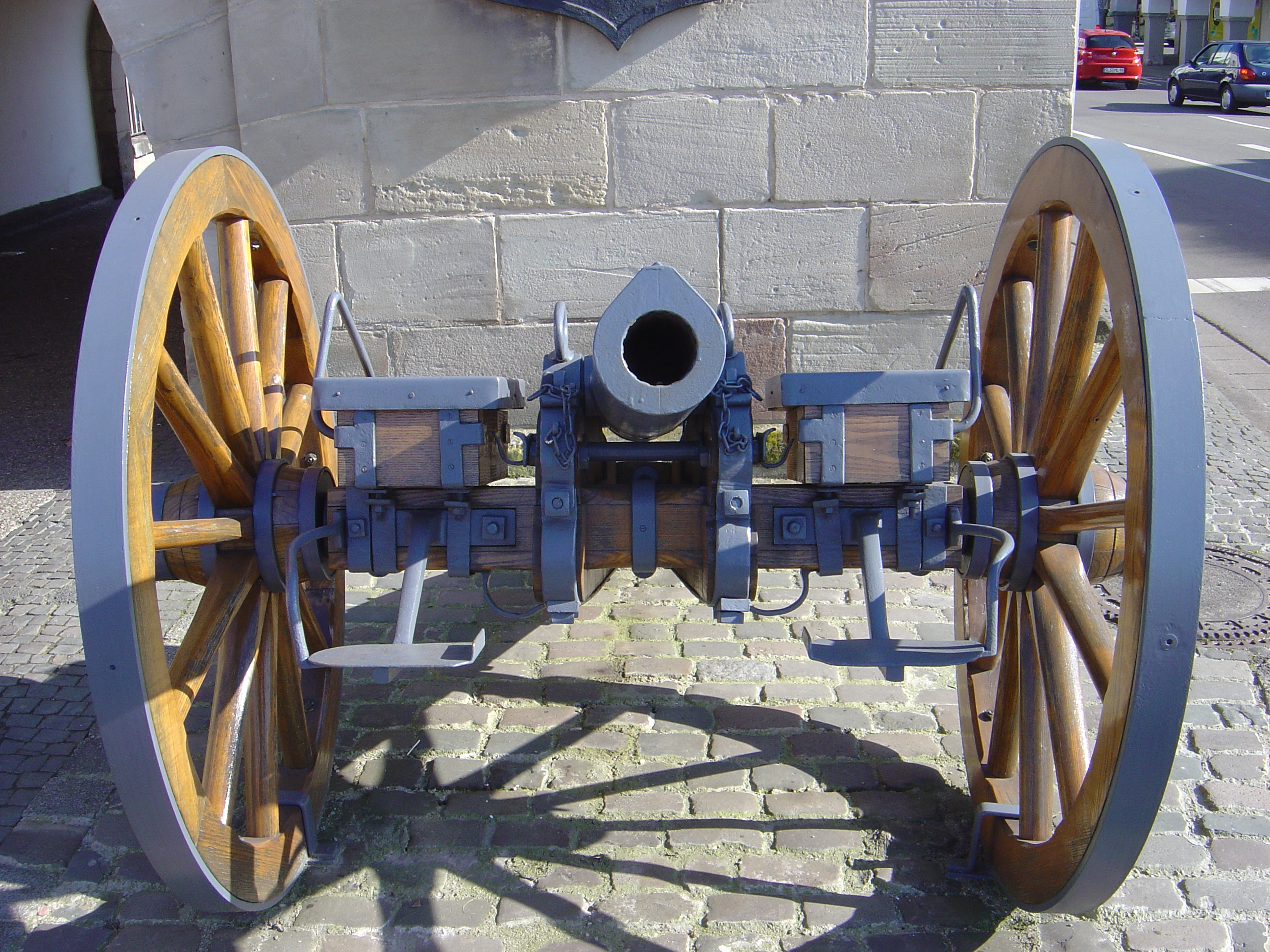
Le C/64 est la version "4 livres" du premier canon en fonte, le C/61 prussien à obus de 6 livres.

Le canon de campagne prussien C/64 de 4 livres est une version entièrement révisée du canon C/61 destinée à augmenter sa mobilité. L'arme, de calibre 7,85 cm, est en fonte et possède un canon rayé. Ce n'est qu'après la fabrication de nouveaux calibres de cette gamme qu'on la désigna par C/64 : elle équipait l'armée prussienne au cours de la guerre de 1870. En 1871, il reçut l'appellation plus précise de „8 cm Stahlkanone C/64“.

## Historique
Jusqu'en 1860, un régiment d'artillerie prussien comprenait :
3 bataillons, divisés en :
2 batteries de mortiers de 12 livres (dits "12 courts")
1 batteries d'obusiers de 7 livres
1 escadron d'artillerie montée, tractant :
3 batteries de canons lisses de 6 livres.
Chaque batterie comptait 8 canons. Au total, chaque régiment comportait :
6 batteries de canons lisses de 12 livres = 48 canons
3 batteries de canons de 6 livres = 24 canons
3 batteries d'obusiers de 7 livres = 24 obusiers.
Après la mise en service réussie du canon rayé de calibre 6 livres (C/61) en 1859 , le Cabinet de la Guerre ordonna, le 31 janvier 1860 de remplacer les canons de calibre 4, 5, 6 et 12 livres des régiments d'artillerie par cette nouvelle arme et, simultanément, d'examiner la possibilité de mettre en service une batterie à canon rayé de calibre 4 livres. Malgré l'absence de fonds pour réaliser une telle arme, la firme Krupp d'Essen mit en fabrication deux prototypes, achevés au mois de mars 1861. Après l'usinage définitif de la rayure du canon dans les ateliers militaires de Spandau, les premiers tirs d'essai eurent lieu le 2 mai 1861. On testa les fûts sur deux affûts différents. Simultanément, la fabrication d'un canon complet était lancée, si bien que, dès le 1er septembre 1861, un premier modèle était disponible. Au mois de novembre, le Ministère de la Guerre commanda un rapport sur l'avancement des essais, et le 6 janvier 1862, l'un des deux prototypes fut retenu pour équiper chaque régiment de 4 canons de ces canons, afin de vérifier qu'il puisse remplacer l'obusier de 7 livres. Parallèlement, le 1er mai 1862, un décret commandait la fabrication d'un canon de 4 livre à canon rayé. Un nouveau prototype sortit donc des ateliers le 23 mars 1864, et fut présenté au roi le 4 avril 1864. La décision de remplacer les obusier à canon lisse par des "4 livres" à canon rayé fut prise le 1er octobre 1865,. L'expérience malheureuse de l'artillerie montée avec le canon court à âme lisse de 12 livres dans la guerre austro-prussienne de 1866, entraîna le remplacement de cette arme par le même canon rayé de 4 livre, par décret du 6 novembre 1866. Le réarmement était terminé en avril 1867 .

## Caractéristiques techniques
Les valeurs indiquées sont issues de conversions à partir du système d'unité prussien, selon les équivalences données par le décret prussien sur les poids et mesures du 16 mai 1816, et la loi du  17 mai 1856 sur les pesées. 1 pouce (prussien) = 2,615 cm; 1 pied de Prusse = 31,385 cm; 1 livre = 30 Lot = 500 g; 1 Lot = 16,67 g.
- calibre: 3  pouces soit 7,85 cm
- longueur de fût : 74 pouces = 1,935 m, dont :
  - Longueur de rayure du fût : 57,85 pouces
  - Longueur de transition : 2 pouces
  - Longueur de culasse : 8,2 pouces
- crantage: le C/64 avait 12 crans. Leur largeur était de 0,675 pouce (17,7 mm) à la culasse et de 0,515 pouces (13,5 mm) à la gueule, d'une épaisseur uniforme de 1/20e pouce (1,3 mm). Longueur de rayure 12 pieds (3,766 m) selon un pas de 3° 45'.
- hausse : de −8° à 13 1/2°
- débattement latéral sur affût : 0° (il fallait tourner le canon en bloc)
- Poids et type des munitions[5] :
  - obus de 8,75 livres (noyau en fer, chemisage en fer blanc, charge explosive de 170 g, allumage avec amorce à percussion);
  - cartouche de 7,5 livres, bourrée avec 48 billes d'une once et demie (50 g).
  - obus incendiaire
  - pas de mitraille adaptée.
- chargement : le tir se faisait en règle générale avec 500 g de poudre en cartouches. On disposait en outre, pour le tir indirect (au mortier) de cartouches de 0,25 et 0,5 livre.
- Vitesse d'éjection : 341 m/s
- apogée : obus 3 450 m, grenade explosive 450–500 m
- Poids total d'une batterie en campagne: 3 659 livres
  - poids du canon seul (fût+culasse) : 550 livres
  - poids de la culasse: 42,5 livres
  - poids de l'affût à vide : 828 livres
  - poids de l'affût sans le tube: 877 livres
  - poids de l'avant-train à vide : 850 livres
  - poids de l'avant-train chargé : 1 382 livres
  - 5 servants : 850 livres